# Hochstein
Hochstein är en bergstopp i Österrike.   Den ligger i distriktet Liezen och förbundslandet Steiermark, i den centrala delen av landet, 190 km sydväst om huvudstaden Wien. Toppen på Hochstein är 2 183 meter över havet, eller 396 meter över den omgivande terrängen. Bredden vid basen är 6,0 km.
Terrängen runt Hochstein är varierad. Närmaste större samhälle är Liezen, 15,3 km norr om Hochstein. 
I omgivningarna runt Hochstein växer i huvudsak blandskog. Runt Hochstein är det ganska glesbefolkat, med 42 invånare per kvadratkilometer.